# 土師犬養
土師 犬養（はじ の いぬかい、生没年不詳）は、奈良時代の官人。姓は宿禰。周防介・土師祖麻呂の子。官位は外従五位下・散位・香椎廟奉幣使。

## 経歴
聖武朝の天平13年（741年）4月の写一切経司移に主典・従七位下として自署している。
孝謙朝の天平勝宝9歳（757年）聖武上皇の一周忌に、一族の土師乙勝とともに正六位上から外従五位下に叙せられた。淳仁朝の天平宝字6年（762年）新羅征伐のための軍隊を訓練するという目的で、参議・藤原巨勢麻呂とともに香椎廟奉幣使となっている（この時の官職は散位）。

## 官歴
注記のないものは『続日本紀』による
- 天平13年（741年）4月：見写一切経司主典従七位下[1]
- 時期不詳：正六位上
- 天平勝宝9歳（757年） 5月20日：外従五位下
- 時期不詳：散位
- 天平宝字6年（762年）11月16日：香椎廟奉幣使

## 系譜
- 父：土師祖麻呂[2]
- 母：不詳
- 生母不詳の子女
  - 男子：大枝菅麻呂[2]
  - 男子：大枝万麻呂[2]